# Sven Bäring
Sven Bäring (* 28. November 1994 in Wolgast) ist ein Oberleutnant der Luftwaffe der Bundeswehr und seit 2019 Bundesvorsitzender von QueerBw.

## Leben
Bäring wuchs in einem Dorf in Mecklenburg-Vorpommern auf. 2013 trat er als Sanitätsoffizier-Anwärter in die Bundeswehr ein. Seine Grundausbildung absolvierte er in der 7. Inspektion der Offizierschule der Luftwaffe in Fürstenfeldbruck. Er studierte von 2013 bis 2017 Humanmedizin an der Ernst-Moritz-Arndt-Universität Greifswald. 2017 wechselte er in die Laufbahn der Offiziere des Truppendienstes der Luftwaffe und absolvierte den 115. Offizierlehrgang Truppendienst Luftwaffe. Im Anschluss studierte er Elektro- und Informationstechnik an der Universität der Bundeswehr München in Neubiberg bei München.
Bäring wurde während seiner Studienzeit 2019 Vorsitzender von QueerBw. 2021 wurde er mit dem ersten Platz in der Kategorie PROUTinthePublicService der PrOut@Work-Foundation ausgezeichnet. Dabei wurde sein Engagement für die Rehabilitierung von homosexuellen Soldatinnen und Soldaten gewürdigt. Die Universität der Bundeswehr München zeichnete ihn 2022 für sein Engagement als Bundesvorsitzender des Vereins QueerBw mit dem Diversity-Ehrenpreis aus.
Bäring schloss das Studium 2022 als Master of Science ab. Seine Masterarbeit schrieb er an der Naval Postgraduate School in Monterey über Terahertz imaging payload for detecting oxygen in atmosphere levels (Terahertz-Bildgebungsnutzlast zur Erkennung von Sauerstoff in der Atmosphäre). Seit 2022 ist Luftfahrtzeugtechnischer Offizier in der Flugbereitschaft des Bundesministeriums der Verteidigung in Köln.
2023 wurde Bäring in den Beirat Innere Führung berufen. Im selben Jahr zeigte er Peter Junker, einen Kandidaten für die Europawahlliste der AfD, aufgrund dessen Aussagen wegen Volksverhetzung an. Junker wurde wegen Volksverhetzung zu einer Geldstrafe verurteilt. Im Mai 2023 hielt Bäring eine Rede auf der ersten Diversity-Konferenz der Bundeswehr. Er kritisierte das fehlende Werteverständnis der militärischen Führung und plädierte für mehr Mut im Umgang mit queeren Menschen innerhalb der Bundeswehr.